# Xavier Barachet
Xavier Barachet (Nizza, 1988. november 19. –) olimpiai, világ- és Európa-bajnok francia válogatott kézilabdázó.

## Pályafutása
Barachet 2006-ban került a bajnoki ezüstérmes, Bajnokok Ligája részt vevő Chambéry HB-hoz. Ezzel a csapattal minden szezonban dobogós helyen végzett a francia bajnokságban, de bajnoki címet egyszer sem ünnepelhetett. 2011-ben és 2012-ben megválasztották a bajnokság legjobb jobbátlövőjének.
2012-ben igazolt a spanyol bajnokság ezüstérmeséhez, az Atlético Madridhoz. Egy évet töltött a spanyol csapatnál, de a szezon hajráját ki kellett hagynia vállsérülése miatt. Az anyagi gondokkal küzdő csapattal spanyol kupagyőztes lett, de ez sem segített az egyesületen, amely az év végén csődbe ment. Barachet a következő szezonra négy éves szerződést írt alá a Paris Saint-Germain csapatával, amelyből az első évet sérüléséből felépülve a Saint-Raphaëlnél töltötte. Ezzel a csapattal lett háromszoros francia bajnok, nemzetközi szinten azonban csak kiegészítő szerepet játszott együttesében. Szerződése lejártával korábbi csapatához, a Saint-Raphaël Var Handballhoz igazolt. Innen vonult vissza 2022-ben.
A válogatottban 2009. január 10-én debütált Algéria ellen, és a néhány nappal később kezdődő világbajnokság két mérkőzésén már lehetőséget is kapott. A világbajnokságot a francia csapat nyerte, ezen kívül van még egy aranyérme a 2011-es világbajnokságról, amelynek minden mérkőzésén pályára lépett, és 27 gólt szerzett. Harmadik világbajnoki címét 2015-ben szerezte meg. A 2012-es Európa-bajnokságon a csalódást keltő 12. helyen végzett a francia válogatott, Barachet összesen 20 gólt szerzett a tornán, amivel a második legeredményesebb francia gólszerző lett. Ugyanebben az évben a londoni olimpián sikerült győzelemhez segítenie csapatát.

## Sikerei
- Olimpiai bajnok: 2012
- Világbajnokság győztese: 2011
- Európa-bajnokság győztese: 2010
- Francia bajnokság győztese: 2015, 2016, 2017
- Francia kupa győztese: 2015
- Spanyol kupa győztese: 2013
- Francia bajnokság legjobb jobbátlövője: 2011, 2012